# エットーレ・バスティアニーニ

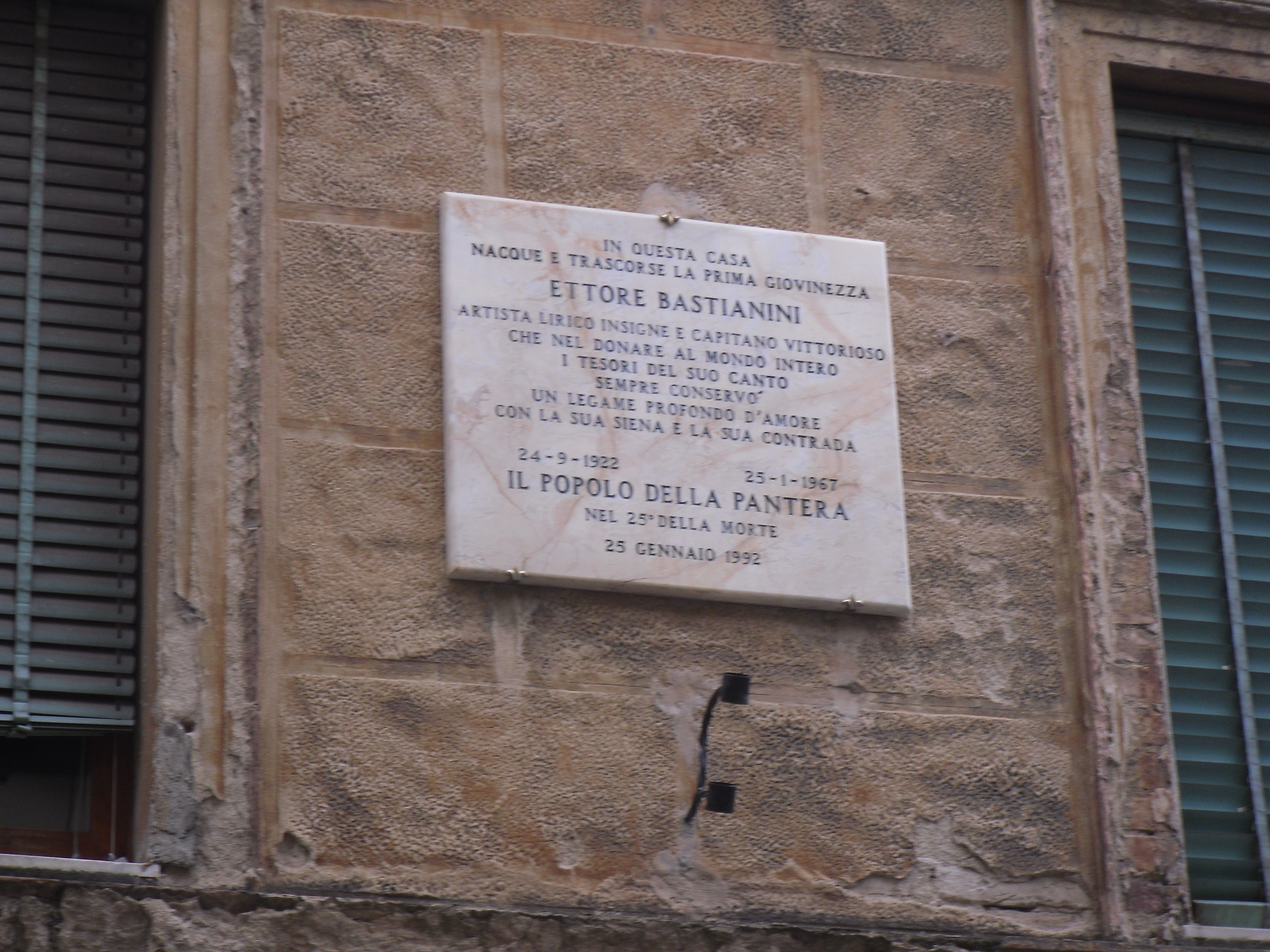
エットーレ・バスティアニーニ

エットーレ・バスティアニーニ（Ettore Bastianini, 1922年9月24日 - 1967年1月25日）は、イタリアのバリトン歌手。特にヴェルディのオペラで優れた歌唱を残した。
シエナで父親不在の貧しい家庭に生まれ、地元の合唱団にバスとして参加、兵役の後1946年に『ラ・ボエーム』（プッチーニ）のコッリーネ役で初舞台を踏む。バス歌手としてもそこそこの評価を得ていたらしく、1948年には『エディプス王』（ストラヴィンスキー）のティレシアス役でスカラ座デビューも果たしている。
しかし彼は低域の発声に困難を感じバリトンに転向するため休業、再研鑽する。再デビューは1952年、地元シエナのリンノヴァーティ劇場で『椿姫』（ヴェルディ）のジョルジョ・ジェルモン役。以後1953年にはメトロポリタン歌劇場（ニューヨーク）、1954年にスカラ座（バリトンとして）、1958年にはウィーン国立歌劇場にデビューするなど、世界的な活躍を開始する。
気品のある、そして若干の哀愁を帯びた声色、滑らかなレガート、正確な発音などで、特にヴェルディのオペラにおけるバリトン役、『エルナーニ』（国王ドン・カルロ）、『リゴレット』、『トロヴァトーレ』（ルーナ伯爵）、『椿姫』（ジェルモン）、『仮面舞踏会』（レナート）、『ドン・カルロ』（ロドリーゴ）、『運命の力』（ドン・カルロ・ディ・ヴァルガス）においてその評価は今日でも高い。また、舞台上での演技の巧拙に関しては両論あるものの、その端正な顔立ちと凛々しい舞台姿は多くの女性ファンを虜にしたという。
ソプラノでレナータ・テバルディとマリア・カラス、テノールではマリオ・デル＝モナコ、ジュゼッペ・ディ・ステファーノ、フランコ・コレッリなど群雄割拠の「オペラ黄金時代」1950年代にあってそれら大歌手と共演して数々の名舞台、名録音を残している。ひとつ惜しまれるのは『オテロ』のイヤーゴ役の全曲録音を残さなかったことであった。1960年に英デッカ・レコードは指揮カラヤン、共演テバルディ、デル＝モナコというキャストで同曲の録音を開始したが、バスティアニーニはカラヤンと曲作りを巡って衝突、急遽アルド・プロッティに交代させることで録音が完成している。
1962年に発声に何らかの支障を感じ、診察を受けたバスティアニーニを待っていたのは、咽頭癌という診断結果であった。外科手術の可能性も検討されたようだが、歌手生命を絶たれる事態を恐れた彼は放射線治療を選択する。しかし放射線治療によっても声帯への悪影響は避けられず、1963年頃の演奏評には、彼の歌唱には以前の輝きが失われた、とするものも多い。もっとも当時バスティアニーニの病状は本人と医師以外知る者はなく、不調も単に演奏過多による発声障害と一般には考えられていた。舞台出演が次第に減少していく中で、1965年には彼の念願だった『オテロ』のイヤーゴ役を生涯でただ一回、カイロで演じている。癌の転移のため同年末からは舞台に立つことすら困難な健康状態となり事実上引退、ひそかな闘病生活も空しく、1967年にガルダ湖畔のシルミオーネの via XXV Aprileにあるアパートメントにて44歳で死去した。
日本には歌手生活晩年に当たる1963年の第4次NHKイタリア歌劇団の『イル・トロヴァトーレ』と1965年の2度演奏旅行に訪れており、1965年には最後のスタジオ録音（イタリア歌曲集）が日本でなされている。